# Грант (містечко, Вісконсин)
Грант (англ. Grant) — місто (англ. town) в США, в окрузі Шавано штату Вісконсин. Населення — 976 осіб (2020).

## Демографія
Згідно з переписом 2010 року, у місті мешкала 991 особа в 364 домогосподарствах у складі 291 родини. Було 448 помешкань
Расовий склад населення:
| - 97,2 % — білих - 0,7 % — корінних американців - 0,3 % — чорних або афроамериканців |

До двох чи більше рас належало 1,8 %. Частка іспаномовних становила 0,6 % від усіх жителів.
За віковим діапазоном населення розподілялося таким чином: 22,9 % — особи молодші 18 років, 60,7 % — особи у віці 18—64 років, 16,4 % — особи у віці 65 років та старші. Медіана віку мешканця становила 41,5 року. На 100 осіб жіночої статі у місті припадало 105,2 чоловіків;  на 100 жінок у віці від 18 років та старших — 106,5 чоловіків також старших 18 років.
Середній дохід на одне домашнє господарство  становив 67 874 долари США (медіана — 59 167), а середній дохід на одну сім'ю — 74 118 доларів (медіана — 63 000). Медіана доходів становила 44 107 доларів для чоловіків та 31 597 доларів для жінок. За межею бідності перебувало 14,5 % осіб, у тому числі 28,2 % дітей у віці до 18 років та 6,8 % осіб у віці 65 років та старших.
Цивільне працевлаштоване населення становило 489 осіб. Основні галузі зайнятості: виробництво — 26,0 %, сільське господарство, лісництво, риболовля — 17,2 %, освіта, охорона здоров'я та соціальна допомога — 12,7 %.